# Bandido caballero !
Pour les articles homonymes, voir Bandido (homonymie).
Pour plus de détails, voir Fiche technique et Distribution.
Bandido caballero ! (Bandido!)  est un film américain réalisé par Richard Fleischer, sorti en 1956.

## Synopsis
Au Mexique, en 1916, Kennedy, un trafiquant d'armes, projette de faire affaires avec l'armée régulière mexicaine opposée aux rebelles. Wilson, lui, est un mercenaire acquis à la cause des rebelles et envisage de voler sa cargaison d'armes à Kennedy. Il s'intéresse aussi à la femme de ce dernier, la belle Lisa.

## Fiche technique
- Titre :Bandido caballero !
- Titre original : Bandido!
- Réalisation : Richard Fleischer
- Scénario : Earl Felton
- Production : Bandido Productions, D.R.M. Productions, Unidad-Mexico
- Musique : Max Steiner
- Image : Ernest Laszlo Cinemascope Deluxecolor
- Montage : Robert Golden
- Type : Western prod United Artisis
- Durée : 88 minutes, couleur
- Affiche : André Bertrand (France)

## Distribution
- Robert Mitchum (VF : Roger Tréville) : Richard Wilson
- Ursula Thiess (en) (VF : Jacqueline Ferrière) : Lisa Kennedy
- Gilbert Roland (VF : Serge Nadaud) : le colonel Escobar
- Zachary Scott (VF : Jean Martinelli) : Kennedy
- Rodolfo Acosta (VF : Jean-Henri Chambois) : Sebastian
- José Torvay : Gonzalez
- Henry Brandon (VF : André Valmy) : Gunther
- Douglas Fowley : McGhee
- Miguel Inclán : le prêtre